# Stochastik
Die Stochastik (von altgriechisch στοχαστικὴ τέχνη stochastikē technē, lateinisch ars conjectandi ‚Kunst des Vermutens‘, ‚Ratekunst‘) ist die Mathematik des Zufalls oder die Mathematik der Daten und des Zufalls, also ein Teilgebiet der Mathematik, und fasst als Oberbegriff die Gebiete Wahrscheinlichkeitstheorie und mathematische Statistik zusammen.
Die Wahrscheinlichkeitstheorie stellt die Begriffe zur mathematischen Modellierung von Vorgängen bereit, in denen zufällige Ereignisse auftreten. Auf dieser Grundlage liefert die Mathematische Statistik Verfahren, um aus Beobachtungsdaten Modellparameter zu bestimmen und Aussagen über die Angemessenheit der Modellierung machen zu können. Stochastisch bedeutet so viel wie „zufällig“. Wir bezeichnen ein Ereignis als zufällig, wenn sein Eintreten prinzipiell nicht vorhersehbar ist.
Die historischen Aspekte der Wahrscheinlichkeitstheorie werden im Artikel Geschichte der Wahrscheinlichkeitsrechnung dargestellt.

## Überblick
Die Stochastik ist wiederum in viele Teilgebiete aufgeteilt. Im Folgenden findet sich eine kleine Übersicht über die wichtigsten Gebiete:
Reine Stochastik
- Wahrscheinlichkeitstheorie
- Stochastische Prozesse
  - Stochastische Analysis
    - Stochastische Differentialgleichungen
    - Stochastische partielle Differentialgleichungen
    - Malliavin-Kalkül
    - White-Noise-Analysis
    - Stochastische Analysis auf Mannigfaltigkeiten
- Freie Wahrscheinlichkeitstheorie
- Theorie der Zufallsmatrizen
- Stochastische Geometrie
- Theorie der großen Abweichungen
- Warteschlangentheorie

Statistik
- Mathematische Statistik
  - Multivariate Statistik
  - Regressionsanalyse
  - Bayessche Statistik
  - Ereigniszeitanalyse
  - Zeitreihenanalyse
  - Räumliche Statistik

Anwendungen
- Statistische Mechanik
- Stochastische Zahlentheorie
- Biostatistik
- Koaleszenztheorie
- Versicherungsmathematik
- Finanzmathematik
- Data Science
- Quantenmechanik

Die Stochastik untersucht die mathematische Modellierung zufälliger Ereignisse und findet daher in praktisch allen empirischen Disziplinen Anwendungen. Beispiele sind: Strategien für Glücksspiele, Risikoanalyse bei Überbuchung von Schiff/Flugzeug/Hotel, Entscheidung bei zufallsbedingten Vorgängen, statistische Auswertung von Studien in der Medizin oder Arzneimittelforschung, Problemen der Klimaforschung, Qualitätskontrolle, Wettervorhersagen (Regenwahrscheinlichkeit), Kalkulation von Versicherungsprämien, Studium von Warteschlangen und Optimierung von Ampelsteuerungen im Verkehr, Modelle für die Ausbreitung von Krankheiten, Meinungsforschung, Portfolio-Analyse oder Marketing-Strategien bei Banken, Modellierung der Gesprächsdauer bei Telefongesprächen, Anzahl der erforderlichen Entladebrücken eines Containerterminals oder Fragestellungen der Quantenphysik.

## Wahrscheinlichkeiten und Zufallsexperimente
In der Wahrscheinlichkeitstheorie untersucht man Zufallsprozesse mit festen als bekannt angegebenen Wahrscheinlichkeiten und studiert
die Gesetze zufälliger Ereignisse. Dabei stellen Wahrscheinlichkeiten Prognosen dar. Zum einen sollen Prognosen über den Ausgang zukünftiger Ereignisse gemacht werden, zum anderen soll beurteilt werden, wie gewöhnlich oder ungewöhnlich ein eingetretenes Ereignis ist. Prognosen, die sich nicht bewähren, müssen revidiert werden.
Unter einer Prognose versteht man:
- ein Maß für die Unsicherheit zukünftiger Ereignisse,
- ein Maß für den Grad an persönlicher Überzeugung (Bayesscher Wahrscheinlichkeitsbegriff), also letztlich eine Erweiterung der Aussagenlogik.[8]

Prognosen (Wahrscheinlichkeiten) für das Eintreten eines Ereignisses E erhält man:
- aus Laplace-Experimenten (siehe Abschnitt unten). Dieser Ansatz ist rein theoretisch. Prognosen als Laplace-Wahrscheinlichkeiten werden vor dem Experiment aus der Vernunft geboren.
- bei einem Zufallsexperiment, das beliebig häufig wiederholbar ist, als Schätzwert aus den beobachteten relativen Häufigkeiten für das Eintreten von E und deren Entwicklung bei Steigerung der Anzahl an Versuchen (frequentistische Wahrscheinlichkeit). In diesem Fall dividiert man die absolute Häufigkeit, also die Anzahl geglückter Versuche, durch die Anzahl der unternommenen Versuche. Dieser Ansatz ist empirisch. Prognosen werden nach Durchführung möglichst vieler gleichartiger Experimente gewonnen. Meist wird die Anzahl der für eine realistische Schätzung mindestens erforderlichen Versuche unterschätzt. Bei einer Binomialverteilung kann man zeigen, dass es bei einem Laplace-Würfel mehr als 5 555 Wiederholungen, bei anderen Zufallsvorrichtungen im ungünstigsten Fall aber mehr als 10 000 Wiederholungen sein müssen, damit man in rund 95 % solch langer Versuchsserien eine relative Häufigkeit erhält, die sich um höchstens 1 % Prozent von der unbekannten Wahrscheinlichkeit unterscheidet. Weiß man gar nichts über die Verteilung der Zufallsergebnisse, dann sind erheblich mehr Versuche nötig.[9]
- als subjektives Maß für den persönlichen Grad an Überzeugung, dass E eintritt (subjektive Wahrscheinlichkeit). Dieser Ansatz ist theoretisch. Die Prognosen orientieren sich an eigener Erfahrung und sind von eigenen Wünschen geprägt.[10]

### Angabe von Wahrscheinlichkeiten
Wahrscheinlichkeiten werden mit dem Buchstaben {\displaystyle \ P} dargestellt. Das erinnert an das lateinische probabilitas, aus dem das französische probabilité und das englische probability wurden. Eingeführt wurde diese Schreibweise von Laplace. Er unterscheidet in seinen Veröffentlichungen zwischen possibilité, was wir heute relative Häufigkeit nennen, und probabilité.
Wahrscheinlichkeiten tragen keine Einheit, sondern sind Zahlen zwischen 0 und 1, wobei auch 0 und 1 zulässige Wahrscheinlichkeiten sind. Deshalb können sie als Prozentangaben (20 %), Dezimalzahlen ({\displaystyle 0{,}2}), Brüche ({\displaystyle {\tfrac {2}{10}}}), Quoten (2 von 10 beziehungsweise 1 von 5) oder Verhältniszahlen (1 zu 4) angegeben werden (alle diese Angaben beschreiben ein und dieselbe Wahrscheinlichkeit).
Häufig treten Missverständnisse auf, wenn nicht zwischen „zu“ und „von“ unterschieden wird: „1 zu 4“ bedeutet, dass dem einen gewünschten Ereignis 4 ungewünschte Ereignisse gegenüberstehen. Damit gibt es zusammen 5 Ereignisse, von denen eines das Gewünschte ist, also „1 von 5“.

### Laplace-Experimente
Als Laplace-Experimente, benannt nach dem Mathematiker Pierre-Simon Laplace, werden Zufallsexperimente bezeichnet, für die die folgenden beiden Punkte erfüllt sind:
- Es gibt nur endlich viele mögliche Versuchsausgänge.
- Alle möglichen Ausgänge sind gleich wahrscheinlich.

Einfache Beispiele für Laplace-Experimente sind das Würfeln mit idealen Würfeln, das Werfen einer idealen Münze (wenn man davon absieht, dass sie auf dem Rand stehen bleiben kann) und die Ziehung der Lottozahlen.
Die Wahrscheinlichkeit {\displaystyle P} für das Eintreten des Ereignisses E bei einem Laplace-Experiment berechnet sich nach der Gleichung
{\displaystyle P(E)={\frac {\text{Anzahl der für das Ereignis E günstigen Versuchsausgänge}}{\text{Anzahl aller möglichen Versuchsausgänge}}}\,}

### Integritätsbedingungen, Axiomensystem
Grundsätzliche Annahmen der Stochastik sind in den Kolmogorov-Axiomen nach Andrei Kolmogorov beschrieben. Aus diesen und ihren Folgerungen lässt sich schließen, dass:
Die Wahrscheinlichkeit des Ereignisses {\displaystyle \Omega }, das alle möglichen Versuchsausgänge umfasst, ist {\displaystyle 1}:
{\displaystyle \ P(\Omega )=1.}
Die Wahrscheinlichkeit eines unmöglichen Ereignisses {\displaystyle \emptyset } ist {\displaystyle 0}:
{\displaystyle P(\emptyset )=0.}
Alle Wahrscheinlichkeiten {\displaystyle P(E)} liegen zwischen einschließlich null und eins:
{\displaystyle 0\leq P(E)\leq 1.}
Die Wahrscheinlichkeit für das Eintreten eines Ereignisses E und die für das Eintreten des Gegenereignisses {\displaystyle {\bar {E}}} (Nichteintreten des Ereignisses) addieren sich zu Eins:
{\displaystyle P(E)+P({\bar {E}})=1.}
In einem vollständigen System von Ereignissen {\displaystyle E_{i}} (hierfür müssen alle {\displaystyle E_{i}} paarweise disjunkt sein und ihre Vereinigungsmenge gleich {\displaystyle \Omega } sein) ist die Summe der Wahrscheinlichkeiten gleich {\displaystyle 1}:
{\displaystyle \sum _{i=1}^{n}P(E_{i})=1.}

### Wahrscheinlichkeiten Null und Eins – unmögliche und sichere Ereignisse
Wenn ein Ereignis unmöglich ist, dann besitzt es die Wahrscheinlichkeit 0. Umgekehrt kann aus der Wahrscheinlichkeit 0 nur dann geschlossen werden, dass das Ereignis unmöglich ist, wenn es nur endlich viele verschiedene Versuchsausgänge gibt. Für Zufallsversuche mit unendlich vielen Versuchsausgängen veranschaulicht es dieses Gegenbeispiel: In einem Zufallsexperiment wird eine beliebige reelle Zufallszahl zwischen 0 und 1 gezogen. Es wird davon ausgegangen, dass jede Zahl gleich wahrscheinlich sei – es wird also die Gleichverteilung auf dem Intervall {\displaystyle [0,1]} vorausgesetzt. Dann ist für jede einzelne Zahl aus dem Intervall die Wahrscheinlichkeit, gezogen zu werden, gleich 0, da es in diesem Intervall unendlich viele Zahlen gibt. Dennoch ist jede Zahl aus {\displaystyle [0,1]} als Ziehungsergebnis möglich. Ein unmögliches Ereignis im Rahmen dieses Beispiels ist etwa die Ziehung der 2, also das Eintreten des Elementarereignisses {\displaystyle \{2\}}.
Wenn ein Ereignis sicher eintritt, dann besitzt es die Wahrscheinlichkeit 1. Ein Beispiel für ein sicheres Ereignis beim Würfeln mit einem sechsseitigen Würfel ist das Ereignis „es wird keine Sieben gewürfelt“ oder „es wird eine Zahl zwischen 1 und 6 gewürfelt“. Umgekehrt kann aus der Wahrscheinlichkeit 1 nur dann geschlossen werden, dass das Ereignis sicher eintritt, wenn es nur endlich viele Versuchsausgänge gibt. Für Zufallsversuche mit unendlich vielen Ausgängen veranschaulicht es dieses Gegenbeispiel: Man würfelt solange, bis zum ersten Mal eine „6“ eintritt. Die Wahrscheinlichkeit, dass irgendwann einmal „6“ fällt, ist 1, aber es ist keineswegs sicher, dass einmal „6“ fallen muss.

### Wahrscheinlichkeitstheorie
- Wahrscheinlichkeit
- Ergebnis, Ereignis, Ergebnismenge
- Baumdiagramm und Pfadregeln, Urnenmodell, Laplace-Formel
- Erwartungswert, Varianz, Standardabweichung
- bedingte Wahrscheinlichkeit, Satz von Bayes, Vierfeldertafel
- Zufallsvariable
- Wahrscheinlichkeitsverteilungen (Gleichverteilung, diskrete Wahrscheinlichkeitsverteilung, stetige Verteilung, Binomialverteilung, Multinomialverteilung, Normalverteilung, Exponentialverteilung, Bernoulli-Verteilung, hypergeometrische Verteilung, Poisson-Verteilung, Mischverteilung)
- Wahrscheinlichkeitsdichte, Verteilungsfunktion

## Kombinatorik
Kombinatorik ist ein Teilgebiet der Mathematik, das sich mit Fragestellungen über endliche Mengen beschäftigt.
Im Urnenmodell lässt sich die Bestimmung der Anzahl aller Möglichkeiten bei der Auswahl und Anordnung von Objekten darstellen und veranschaulichen. Betrachten wir das Ziehen von {\displaystyle k} Kugeln aus einer Urne, die {\displaystyle n} Kugeln enthält, dann lassen sich 4 Grundprobleme herausstellen:
- Ziehen ohne Zurücklegen gezogener Kugeln mit Berücksichtigung der Reihenfolge. Sonderfall: Alle Kugeln werden gezogen {\displaystyle (k=n)}.
- Ziehen ohne Zurücklegen gezogener Kugeln ohne Berücksichtigung der Reihenfolge,
- Ziehen mit Zurücklegen der gezogenen Kugel unmittelbar nach dem Ziehen mit Berücksichtigung der Reihenfolge,
- Ziehen mit Zurücklegen der gezogenen Kugel unmittelbar nach dem Ziehen ohne Berücksichtigung der Reihenfolge.[19]

In der modernen Kombinatorik werden diese Probleme umformuliert als Abbildungen, sodass sich die Aufgabe der Kombinatorik im Wesentlichen darauf beschränken kann, diese Abbildungen aufzuzählen.

## Statistik
Statistik ist eine auf der Wahrscheinlichkeitstheorie basierende Methodik zur Analyse quantitativer Daten. Dabei verbindet sie empirische Daten mit theoretischen Modellen. Man kann die Statistik unterteilen in die beschreibende Statistik (deskriptive Statistik) und die beurteilende Statistik (schließende Statistik). In der beschreibenden Statistik sammelt man Daten über Zufallsgrößen, stellt die Verteilung von Häufigkeiten graphisch dar und charakterisiert sie durch Lage- und Streuungsmaße. Die Daten gewinnt man aus einer Stichprobe, die Auskunft über die Verteilung der untersuchten Merkmale in einer Grundgesamtheit geben soll. In der beurteilenden Statistik versucht man, aus den Daten einer Stichprobe Rückschlüsse über die Grundgesamtheit zu ziehen. Man erhält dabei Aussagen, die immer mit einer gewissen Unsicherheit behaftet sind. Diese Unsicherheit wird mit Methoden der Wahrscheinlichkeitsrechnung abgeschätzt. Dieses Schätzen von Wahrscheinlichkeiten und das Testen von Hypothesen sind typische Aufgaben der beurteilenden Statistik.
- Daten, Stichprobe, Grundgesamtheit, Häufigkeit (absolute, relative), Merkmal, Merkmalsausprägung
- Häufigkeitsverteilung, Stabdiagramm, Kreisdiagramm, Histogramm, Stamm-Blatt-Diagramm
- explorative Datenanalyse, Minimum, Quartil, Quantil, Median, Maximum, Boxplot
- arithmetisches Mittel, geometrischer Mittelwert, harmonisches Mittel, gewichtetes Mittel
- Stichprobenvarianz, Stichprobenstandardabweichung, Abweichung, Spannweite
- Hypothesentest, Testen nach Bayes, Schätzen

## Spieltheorie
Die Spieltheorie ist ein modernes Teilgebiet der Mathematik mit vielfältigen Beziehungen zu anderen Wissenschaften. Es befasst sich damit, Systeme mit mehreren Akteuren (Spielern, Agenten) zu analysieren. Die Spieltheorie versucht dabei unter anderem, das rationale Entscheidungsverhalten in sozialen Konkurrenz- und Konfliktsituationen abzuleiten. Sie ist eine mathematische Theorie der Konfliktsituationen. Die Stochastik kommt dafür an verschiedenen Stellen zum Tragen. Zum einen bei Spielen wie dem Kampf der Geschlechter, bei denen die bestmögliche Strategie darin besteht, eine Entscheidung zufällig zu treffen. Zum anderen befasst sich die Spieltheorie auch mit den Systemen, in denen die Akteure nicht die komplette Situation kennen, das heißt, sie verfügen nicht über vollständige Information. Dann müssen sie eine optimale Spielstrategie auf Grundlage ihrer Vermutungen wählen.

## Anwendungsbeispiele
- Teilungsproblem
- De-Méré-Paradoxon
- Geburtstagsparadoxon
- Ziegenproblem, auch als „Drei-Türen-Problem“ bekannt,
- Bertrand-Paradoxon
- Sankt-Petersburg-Paradoxon.
- Sammelbilderproblem